# Leptogramma amabilis
Leptogramma amabilis là một loài thực vật có mạch trong họ Thelypteridaceae. Loài này được Tagawa mô tả khoa học đầu tiên năm 1938.